# Montet (tổng)
Tổng Montet là một tổng ở tỉnh Allier trong vùng Auvergne.

## Địa lý
Tổng này được tổ chức xung quanh Montet thuộc quận Moulins. Độ cao thay đổi từ 214 m (Châtel-de-Neuvre) à 499 m (Deux-Chaises) với độ cao trung bình 409 m.

## Hành chính
| Giai đoạn | Ủy viên                 | Đảng | Tư cách |
| --------- | ----------------------- | ---- | ------- |
| 28        | Marie-Françoise Lacarin | PCF  |         |

## Các đơn vị cấp dưới
Tổng này Montet gồm 11 xã với dân số là 4 966 người (điều tra năm 1999, dân số không tính trùng)
| Xã               | Dân số | Mã bưu chính | Mã insee |
| ---------------- | ------ | ------------ | -------- |
| Châtel-de-Neuvre | 515    | 03500        | 03065    |
| Châtillon        | 277    | 03210        | 03069    |
| Cressanges       | 670    | 03240        | 03092    |
| Deux-Chaises     | 414    | 03240        | 03099    |
| Meillard         | 280    | 03500        | 03169    |
| Le Montet        | 502    | 03240        | 03183    |
| Rocles           | 373    | 03240        | 03214    |
| Saint-Sornin     | 225    | 03240        | 03260    |
| Le Theil         | 413    | 03240        | 03281    |
| Treban           | 369    | 03240        | 03287    |
| Tronget          | 928    | 03240        | 03292    |

## Biến động dân số
| 1962                                                     | 1968  | 1975  | 1982  | 1990  | 1999  |
| -------------------------------------------------------- | ----- | ----- | ----- | ----- | ----- |
| 6 038                                                    | 6 499 | 5 825 | 5 528 | 5 238 | 4 966 |
| Nombre retenu à partir de 1962 : dân số không tính trùng |       |       |       |       |       |